# بورصة بوتسوانا
بورصة بوتسوانا هي بورصة تقع في غابورون، بوتسوانا. تم تأسيس سوق أسهم بوتسوانا في عام 1989 وأصبحت بورصة بوتسوانا في عام 1994. يحكمها قانون بورصة بوتسوانا.
لديها 36 قائمة سوقية وثلاثة مؤشرات للأسهم : مؤشر الشركة المحلية؛ مؤشر الشركة الأجنبية، والذي يضم شركات مدرجة في البورصة وبورصة أخرى؛ ومؤشر جميع الشركات، وهو متوسط مرجح للمؤشرين السابق ذكرهما. بالإضافة إلى الأسهم والسندات والسندات العائمة يتم تداولها. يُقدر المستثمرون من القطاع الخاص بأقل من 10٪ من إجمالي القيمة السوقية. شركات التعدين الأجنبية تشكل أكثر من 90 ٪.
جلسات التداول العادية للبورصة هي من الساعة 10:00 إلى الساعة 14:00 في جميع أيام الأسبوع باستثناء أيام السبت والأحد وأيام العطل المعلنة من قبل البورصة مسبقًا.
سلطة الترخيص للوسطاء في بوتسوانا هي وزارة المالية . قد تكون العضوية مشتركة أو فردية.

## قائمة الشركات
- بنك باركليز بوتسوانا المحدود
- القابضة للتأمين بوتسوانا
- بوتسوانا الاتصالات السلكية واللاسلكية كورب المحدودة
- تشوب القابضة المحدودة
- شركات شوبيز المحدودة
- إنجين بوتسوانا المحدودة
- شركة الأقصى العقارية المحدودة
- البنك الوطني الأول لبوتسوانا
- مجموعة الخدمات الجنائزية المحدودة
- فورنمارت المحدودة
- جي فور اس بوتسوانا المحدودة
- إمارا القابضة المحدودة
- ليتشيجو القابضة المحدودة
- بريم تايم الملكية القابضة المحدودة
- خصائص ار دي سي المحدودة
- سيشابا بيرة القابضة المحدودة
- شركة سيفالانا القابضة المحدودة
- شومبا للطاقة المحدودة
- بنك ستاندرد تشارترد بوتسوانا المحدود
- ترنستار القابضة المحدودة

## روابط خارجية
- بورصة بوتسوانا